# Rake (amerykański serial telewizyjny)
Rake – dramatyczny amerykański serial telewizyjny  z elementami komediowymi, który miał swoją premierę 23 stycznia 2014 na kanale Fox. Serial jest oparty na australijskim serialu „Rake”. Twórcą serialu jest Peter Duncan. 2 kwietnia 2014 roku, Fox anulował serial po pierwszym sezonie.
W Polsce serial jest emitowany od 18 października 2014 roku przez stację Canal +.

## Fabuła
Fabuła serialu skupia się wokół życia i pracy Keegan Deane, który jest roztrzepanym ale zarazem genialnym adwokatem. Najpierw działa a później myśli. Deane lubi wszystkich swoich klientów bez względu na to, kim są.

## Obsada
- Greg Kinnear jako Keegan Deane [4]
- Miranda Otto jako Maddy Deane [5]
- John Ortiz jako Ben
- Necar Zadegan jako Scarlett
- Bojana Novakovic jako Melissa „Mikki” Partridge
- Tara Summers jako Leanne Zander
- Ian Colletti jako Finn Deane
- Omar J. Dorsey jako Roy

## Gościnne występy
- Michael Imperioli [6]

## Odcinki
| Sezon | Sezon | Odcinki | Oryginalna emisja | Oryginalna emisja | Oryginalna emisja    | Oryginalna emisja | Oryginalna emisja |
| Sezon | Sezon | Odcinki | Premiera sezonu   | Finał sezonu      | Premiera sezonu      | Finał sezonu      |                   |
| ----- | ----- | ------- | ----------------- | ----------------- | -------------------- | ----------------- | ----------------- |
|       | 1     | 13      | 23 stycznia 2014  | 27 czerwca 2014   | 18 października 2014 | 10 stycznia 2015  |                   |

### Sezon 1 (2014)
| Nr | #  | Tytuł                     | Reżyseria          | Scenariusz                  | Premiera Fox     | Premiera Canal +     |
| -- | -- | ------------------------- | ------------------ | --------------------------- | ---------------- | -------------------- |
| 1  | 1  | Serial Killer             | Sam Raimi          | Peter Duncan                | 23 stycznia 2014 | 18 października 2014 |
| 2  | 2  | A Close Shave             | Scott Winant       | Allison Abner               | 30 stycznia 2014 | 25 października 2014 |
| 3  | 3  | Cancer                    | Jon Avnet          | Sara Goodman                | 6 lutego 2014    | 1 listopada 2014     |
| 4  | 4  | Cannibal                  | Sam Raimi          | Allison Abner, Sara Goodman | 13 lutego 2014   | 8 listopada 2014     |
| 5  | 5  | Bigamist                  | Cherie Nowlan      | Kit Boss                    | 20 lutego 2014   | 15 listopada 2014    |
| 6  | 6  | Jury Tampering            | Adam Davidson      | Kevin J. Hynes              | 27 lutego 2014   | 22 listopada 2014    |
| 7  | 7  | Three Strikes             | Amy Heckerling     | Kit Boss                    | 6 marca 2014     | 29 listopada 2014    |
| 8  | 8  | Staple Holes              | Adam Arkin         | Kevin J. Hynes              | 14 marca 2014    | 6 grudnia 2014       |
| 9  | 9  | Hey, Good Looking         | Cherie Nowlan      | Sara Goodman                | 21 marca 2014    | 13 grudnia 2014      |
| 10 | 10 | 50 Shades of Gay          | Rosemary Rodriguez | Allison Abner               | 28 marca 2014    | 20 grudnia 2014      |
| 11 | 11 | Remembrance of Taxis Past | Roxann Dawson      | Kit Boss                    | 4 kwietnia 2014  | 27 grudnia 2014      |
| 12 | 12 | A Man's Best Friend       | Jeffery Walker     | Peter Duncan                | 5 kwietnia 2014  | 3 stycznia 2015      |
| 13 | 13 | Mammophile                | Paul Edwards       | Sam Catlin                  | 27 czerwca 2014  | 10 stycznia 2015     |